# Moromycine
Die Moromycine gehören zur Gruppe der Angucycline und werden aus Streptomyces isoliert. Sie werden auf die Verwendung als Antikrebsmedikamente untersucht.
| Moromycine  | Moromycine  |
| ----------- | ----------- |
|             |             |
| Moromycin A | Moromycin B |